# Tapinocyba
Tapinocyba là một chi nhện trong họ Linyphiidae.